# محوطه قالاخ داش
محوطه قالاخ داش مربوط به عصر آهن است و در شهرستان ماهنشان، بخش انگوران، دهستان انگوران، روستای اوچ داش، ۱ کیلومتری شرق روستا واقع شده و این اثر در تاریخ ۲۵ آبان ۱۳۸۷ با شمارهٔ ثبت ۲۳۸۳۱ به‌عنوان یکی از آثار ملی ایران به ثبت رسیده است.